# Campeonato Sudamericano de Baloncesto Sub-15 de 2011
El Campeonato Sudamericano de Baloncesto Sub-15 de 2011 corresponde a la X edición del Campeonato Sudamericano de Baloncesto Sub-15, fue organizado por FIBA Américas. Fue disputado en el Polideportivo Secretaría Nacional de Deportes en la ciudad de Asunción, en la provincia del mismo nombre en Paraguay entre el 9 de mayo y el 14 de mayo de 2011 y los 3 mejores clasifican al FIBA Américas Sub-16 a realizarse en 2012

## Primera fase

### Grupo A
|   | Equipo   | Pts | J | G | P | PF  | PC  | Dif |
| - | -------- | --- | - | - | - | --- | --- | --- |
| 1 | Brasil   | 6   | 3 | 3 | 0 | 196 | 158 | +38 |
| 2 | Uruguay  | 4   | 3 | 1 | 2 | 161 | 164 | -3  |
| 3 | Chile    | 4   | 3 | 2 | 1 | 174 | 180 | -6  |
| 4 | Paraguay | 4   | 3 | 1 | 2 | 157 | 186 | -29 |

| 9 de mayo, 18:45                    | Brasil                              | 53 - 50                             | Uruguay                                                 |  |
| Reporte                             |                                     |                                     |                                                         |  |
| Parciales: 11-11, 7-9, 14-13, 21-17 | Parciales: 11-11, 7-9, 14-13, 21-17 | Parciales: 11-11, 7-9, 14-13, 21-17 | Polideportivo Secretaría Nacional de Deportes, Asunción |  |
| Lucas Gabriel Vezaro 24 puntos      | Pts                                 | Santiago Pereira 13 puntos          | Polideportivo Secretaría Nacional de Deportes, Asunción |  |
| Lucas Gabriel Vezaro 9 rebotes      | Rebs                                | Octavio Medina 14 rebotes           | Polideportivo Secretaría Nacional de Deportes, Asunción |  |
| Leonardo Bispo 1 asistencia         | Asists                              | Santiago Pereira 2 asistencias      | Polideportivo Secretaría Nacional de Deportes, Asunción |  |

| 9 de mayo, 21:15                    | Chile                               | 64 - 48                               | Paraguay                                                |  |
| Reporte                             |                                     |                                       |                                                         |  |
| Parciales: 13-8, 20-8, 13-13, 18-19 | Parciales: 13-8, 20-8, 13-13, 18-19 | Parciales: 13-8, 20-8, 13-13, 18-19   | Polideportivo Secretaría Nacional de Deportes, Asunción |  |
| Carlos Eduardo Lauler 11 puntos     | Pts                                 | Alejandro Daniel Bordón 17 puntos     | Polideportivo Secretaría Nacional de Deportes, Asunción |  |
| Sebastián Silva 13 rebotes          | Rebs                                | Rodrigo Antonio Vallejos 8 rebotes    | Polideportivo Secretaría Nacional de Deportes, Asunción |  |
| Carlos Eduardo Lauler 3 asistencias | Asists                              | Rodrigo David Moguilner 4 asistencias | Polideportivo Secretaría Nacional de Deportes, Asunción |  |

| 10 de mayo, 18:45                    | Brasil                               | 72 - 51                              | Chile                                                   |  |
| Reporte                              |                                      |                                      |                                                         |  |
| Parciales: 20-14, 12-9, 19-14, 21-14 | Parciales: 20-14, 12-9, 19-14, 21-14 | Parciales: 20-14, 12-9, 19-14, 21-14 | Polideportivo Secretaría Nacional de Deportes, Asunción |  |
| Junio Duval 19 puntos                | Pts                                  | Carlos Eduardo Lauler 23 puntos      | Polideportivo Secretaría Nacional de Deportes, Asunción |  |
| Leonardo Bispo 18 rebotes            | Rebs                                 | Carlos Eduardo Lauler 10 rebotes     | Polideportivo Secretaría Nacional de Deportes, Asunción |  |
| Joao Pedro Martins 3 asistencias     | Asists                               | Barham Amor 1 asistencia             | Polideportivo Secretaría Nacional de Deportes, Asunción |  |

| 10 de mayo, 20:45                    | Uruguay                              | 51 - 52                              | Paraguay                                                |  |
| Reporte                              |                                      |                                      |                                                         |  |
| Parciales: 8-13, 11-10, 18-14, 14-15 | Parciales: 8-13, 11-10, 18-14, 14-15 | Parciales: 8-13, 11-10, 18-14, 14-15 | Polideportivo Secretaría Nacional de Deportes, Asunción |  |
| Santiago Pereira 21 puntos           | Pts                                  | Rodrigo David Moguilner 9 puntos     | Polideportivo Secretaría Nacional de Deportes, Asunción |  |
| Facundo Nahuel Grolla 20 rebotes     | Rebs                                 | Rodrigo Antonio Vallejos 14 rebotes  | Polideportivo Secretaría Nacional de Deportes, Asunción |  |
| Santiago Pereira 1 asistencia        | Asists                               | Ángel David Trinidad 5 asistencias   | Polideportivo Secretaría Nacional de Deportes, Asunción |  |

| 11 de mayo, 18:45                    | Chile                                | 59 - 60                              | Uruguay                                                 |  |
| Reporte                              |                                      |                                      |                                                         |  |
| Parciales: 12-20, 19-11, 15-5, 13-24 | Parciales: 12-20, 19-11, 15-5, 13-24 | Parciales: 12-20, 19-11, 15-5, 13-24 | Polideportivo Secretaría Nacional de Deportes, Asunción |  |
| Marcio Corvalan 19 puntos            | Pts                                  | Martin Trelles 17 puntos             | Polideportivo Secretaría Nacional de Deportes, Asunción |  |
| Carlos Eduardo Lauler 6 rebotes      | Rebs                                 | Octavio Medina 10 rebotes            | Polideportivo Secretaría Nacional de Deportes, Asunción |  |
| Barham Amor 4 asistencias            | Asists                               | Martin Couñago 3 asistencias         | Polideportivo Secretaría Nacional de Deportes, Asunción |  |

| 11 de mayo, 20:45                    | Brasil                               | 71 - 57                                | Paraguay                                                |  |
| Reporte                              |                                      |                                        |                                                         |  |
| Parciales: 19-12, 11-9, 17-11, 24-25 | Parciales: 19-12, 11-9, 17-11, 24-25 | Parciales: 19-12, 11-9, 17-11, 24-25   | Polideportivo Secretaría Nacional de Deportes, Asunción |  |
| Lucas Gabriel Vezaro 22 puntos       | Pts                                  | Enzo Rubén Aquino 15 puntos            | Polideportivo Secretaría Nacional de Deportes, Asunción |  |
| Leonardo Bispo 11 rebotes            | Rebs                                 | Juan David Rojas 8 rebotes             | Polideportivo Secretaría Nacional de Deportes, Asunción |  |
| Junio Duval 2 asistencias            | Asists                               | Guillermo Enmanuel Aranda 1 asistencia | Polideportivo Secretaría Nacional de Deportes, Asunción |  |

### Grupo B
|   | Equipo    | Pts | J | G | P | PF  | PC  | Dif  |
| - | --------- | --- | - | - | - | --- | --- | ---- |
| 1 | Argentina | 6   | 3 | 3 | 0 | 254 | 93  | +161 |
| 2 | Colombia  | 5   | 3 | 2 | 1 | 197 | 164 | +33  |
| 3 | Venezuela | 4   | 3 | 1 | 2 | 170 | 168 | +2   |
| 4 | Bolivia   | 3   | 3 | 0 | 3 | 78  | 274 | -196 |

| 9 de mayo, 14:45                   | Venezuela                          | 80 - 22                            | Bolivia                                                 |  |
| Reporte                            |                                    |                                    |                                                         |  |
| Parciales: 14-4, 25-2, 19-6, 22-10 | Parciales: 14-4, 25-2, 19-6, 22-10 | Parciales: 14-4, 25-2, 19-6, 22-10 | Polideportivo Secretaría Nacional de Deportes, Asunción |  |
| Juan Gerardo Castillo 17 puntos    | Pts                                | Ricardo Adrián Montaño 8 puntos    | Polideportivo Secretaría Nacional de Deportes, Asunción |  |
| Lisandervi José Urbina 13 rebotes  | Rebs                               | Axel Veizaga 9 rebotes             | Polideportivo Secretaría Nacional de Deportes, Asunción |  |
| Ángel Manuel Blanco 3 asistencias  | Asists                             | Gerardo Magnus 1 asistencia        | Polideportivo Secretaría Nacional de Deportes, Asunción |  |

| 9 de mayo, 16:45                    | Argentina                           | 74 - 37                             | Colombia                                                |  |
| Reporte                             |                                     |                                     |                                                         |  |
| Parciales: 19-8, 26-4, 16-11, 13-14 | Parciales: 19-8, 26-4, 16-11, 13-14 | Parciales: 19-8, 26-4, 16-11, 13-14 | Polideportivo Secretaría Nacional de Deportes, Asunción |  |
| José Ignacio Vildoza 15 puntos      | Pts                                 | Dwight Ricardo Pomare 8 puntos      | Polideportivo Secretaría Nacional de Deportes, Asunción |  |
| Juan Pablo Vaulet 6 rebotes         | Rebs                                | Yildon Alexander Mendoza 8 rebotes  | Polideportivo Secretaría Nacional de Deportes, Asunción |  |
| Martin Andrés Cabrera 3 asistencias | Asists                              | Eddy Santiago Sánchez 2 asistencias | Polideportivo Secretaría Nacional de Deportes, Asunción |  |

| 10 de mayo, 14:45                   | Colombia                            | 89 - 37                              | Bolivia                                                 |  |
| Reporte                             |                                     |                                      |                                                         |  |
| Parciales: 28-15, 25-4, 14-8, 22-10 | Parciales: 28-15, 25-4, 14-8, 22-10 | Parciales: 28-15, 25-4, 14-8, 22-10  | Polideportivo Secretaría Nacional de Deportes, Asunción |  |
| Yildon Alexander Mendoza 16 puntos  | Pts                                 | Axel Veizaga 14 puntos               | Polideportivo Secretaría Nacional de Deportes, Asunción |  |
| Yesid Antonio Mosquera 20 rebotes   | Rebs                                | Luis Antonio Sánchez 7 rebotes       | Polideportivo Secretaría Nacional de Deportes, Asunción |  |
| Camilo Diez 4 asistencias           | Asists                              | Ricardo Adrián Montaño 3 asistencias | Polideportivo Secretaría Nacional de Deportes, Asunción |  |

| 10 de mayo, 16:45                    | Argentina                           | 75 - 37                             | Venezuela                                               |  |
| Reporte                              |                                     |                                     |                                                         |  |
| Parciales: 16-11, 14-8, 26-2, 19-16  | Parciales: 16-11, 14-8, 26-2, 19-16 | Parciales: 16-11, 14-8, 26-2, 19-16 | Polideportivo Secretaría Nacional de Deportes, Asunción |  |
| Juan Pablo Vaulet 13 puntos          | Pts                                 | Daniel David Hernández 12 puntos    | Polideportivo Secretaría Nacional de Deportes, Asunción |  |
| Mateo Marziali 11 rebotes            | Rebs                                | Daniel David Hernández 9 rebotes    | Polideportivo Secretaría Nacional de Deportes, Asunción |  |
| Andrés Antonio Barbero 2 asistencias | Asists                              | Daniel David Hernández 1 asistencia | Polideportivo Secretaría Nacional de Deportes, Asunción |  |

| 11 de mayo, 14:45                  | Argentina                          | 105 - 19                           | Bolivia                                                 |  |
| Reporte                            |                                    |                                    |                                                         |  |
| Parciales: 27-2, 28-3, 20-11, 30-3 | Parciales: 27-2, 28-3, 20-11, 30-3 | Parciales: 27-2, 28-3, 20-11, 30-3 | Polideportivo Secretaría Nacional de Deportes, Asunción |  |
| Sebastián Chianea 27 puntos        | Pts                                | Axel Veizaga 11 puntos             | Polideportivo Secretaría Nacional de Deportes, Asunción |  |
| Christian Boudet 10 rebotes        | Rebs                               | Axel Veizaga 6 rebotes             | Polideportivo Secretaría Nacional de Deportes, Asunción |  |
| Facundo Attademo 5 asistencias     | Asists                             | Gerardo Magnus 1 asistencia        | Polideportivo Secretaría Nacional de Deportes, Asunción |  |

| 11 de mayo, 16:45                   | Venezuela                           | 53 - 71                             | Colombia                                                |  |
| Reporte                             |                                     |                                     |                                                         |  |
| Parciales: 7-25, 15-24, 17-9, 14-13 | Parciales: 7-25, 15-24, 17-9, 14-13 | Parciales: 7-25, 15-24, 17-9, 14-13 | Polideportivo Secretaría Nacional de Deportes, Asunción |  |
| Juan Gerardo Castillo 21 puntos     | Pts                                 | Juan Carlos Fajardo 14 puntos       | Polideportivo Secretaría Nacional de Deportes, Asunción |  |
| Lisandervi José Urbina 8 rebotes    | Rebs                                | Yildon Alexander Mendoza 17 rebotes | Polideportivo Secretaría Nacional de Deportes, Asunción |  |
| Roswil Live Paraqueima 1 asistencia | Asists                              | Juan Carlos Fajardo 3 asistencias   | Polideportivo Secretaría Nacional de Deportes, Asunción |  |

### Ronda de Reclasificacion
| 12 de mayo, 14:45                  | Brasil                             | 71 - 27                             | Bolivia                                                 |  |
| Reporte                            |                                    |                                     |                                                         |  |
| Parciales: 20-4, 18-12, 21-7, 12-4 | Parciales: 20-4, 18-12, 21-7, 12-4 | Parciales: 20-4, 18-12, 21-7, 12-4  | Polideportivo Secretaría Nacional de Deportes, Asunción |  |
| Gabriel Lopes 12 puntos            | Pts                                | Axel Veizaga 7 puntos               | Polideportivo Secretaría Nacional de Deportes, Asunción |  |
| Gustavo De Oliveira 8 rebotes      | Rebs                               | Juan Carlos Zegarra 6 rebotes       | Polideportivo Secretaría Nacional de Deportes, Asunción |  |
| Lucas Gabriel Vezaro 5 asistencias | Asists                             | Ricardo Adrián Montaño 1 asistencia | Polideportivo Secretaría Nacional de Deportes, Asunción |  |

| 12 de mayo, 16:45                   | Argentina                           | 112 - 35                            | Paraguay                                                |  |
| Reporte                             |                                     |                                     |                                                         |  |
| Parciales: 29-4, 28-15, 28-10, 27-6 | Parciales: 29-4, 28-15, 28-10, 27-6 | Parciales: 29-4, 28-15, 28-10, 27-6 | Polideportivo Secretaría Nacional de Deportes, Asunción |  |
| Diego Manuel Pena 17 puntos         | Pts                                 | Enzo Rubén Aquino 9 puntos          | Polideportivo Secretaría Nacional de Deportes, Asunción |  |
| Diego Manuel Pena 16 rebotes        | Rebs                                | Enzo Rubén Aquino 7 rebotes         | Polideportivo Secretaría Nacional de Deportes, Asunción |  |
| Franco Bazani 4 asistencias         | Asists                              | Juan David Rojas 2 asistencias      | Polideportivo Secretaría Nacional de Deportes, Asunción |  |

| 12 de mayo, 18:45                     | Colombia                              | 58 - 59                               | Uruguay                                                 |  |
| Reporte                               |                                       |                                       |                                                         |  |
| Parciales: 10-14, 13-16, 16-15, 19-14 | Parciales: 10-14, 13-16, 16-15, 19-14 | Parciales: 10-14, 13-16, 16-15, 19-14 | Polideportivo Secretaría Nacional de Deportes, Asunción |  |
| Juan Carlos Fajardo 13 puntos         | Pts                                   | Octavio Medina 17 puntos              | Polideportivo Secretaría Nacional de Deportes, Asunción |  |
| Dwight Ricardo Pomare 7 rebotes       | Rebs                                  | Santiago Pereira 7 rebotes            | Polideportivo Secretaría Nacional de Deportes, Asunción |  |
| Camilo Diez 2 asistencias             | Asists                                | Santiago Pereira 5 asistencia         | Polideportivo Secretaría Nacional de Deportes, Asunción |  |

| 12 de mayo, 20:45                    | Chile                                | 53 - 70                              | Venezuela                                               |  |
| Reporte                              |                                      |                                      |                                                         |  |
| Parciales: 15-21, 8-19, 19-13, 11-17 | Parciales: 15-21, 8-19, 19-13, 11-17 | Parciales: 15-21, 8-19, 19-13, 11-17 | Polideportivo Secretaría Nacional de Deportes, Asunción |  |
| Carlos Eduardo Lauler 19 puntos      | Pts                                  | Ángel Manuel Blanco 18 puntos        | Polideportivo Secretaría Nacional de Deportes, Asunción |  |
| Carlos Eduardo Lauler 12 rebotes     | Rebs                                 | Lisandervi José Urbina 11 rebotes    | Polideportivo Secretaría Nacional de Deportes, Asunción |  |
| Carlos Eduardo Lauler 4 asistencias  | Asists                               | Ángel Manuel Blanco 4 asistencia     | Polideportivo Secretaría Nacional de Deportes, Asunción |  |

### 5 al 8 lugar
| 13 de mayo, 14:45                    | Bolivia                              | 43 - 76                              | Paraguay                                                |  |
| Reporte                              |                                      |                                      |                                                         |  |
| Parciales: 3-14, 12-24, 13-14, 15-24 | Parciales: 3-14, 12-24, 13-14, 15-24 | Parciales: 3-14, 12-24, 13-14, 15-24 | Polideportivo Secretaría Nacional de Deportes, Asunción |  |
| Juan Carlos Zegarra 14 puntos        | Pts                                  | Enzo Rubén Aquino 20 puntos          | Polideportivo Secretaría Nacional de Deportes, Asunción |  |
| Juan Carlos Zegarra 13 rebotes       | Rebs                                 | Enzo Rubén Aquino 10 rebotes         | Polideportivo Secretaría Nacional de Deportes, Asunción |  |
| Ricardo Adrián Montaño 4 asistencias | Asists                               | Stephan Tobias Tatter 3 asistencias  | Polideportivo Secretaría Nacional de Deportes, Asunción |  |

| 13 de mayo, 16:45                    | Colombia                             | 76 - 57                              | Chile                                                   |  |
| Reporte                              |                                      |                                      |                                                         |  |
| Parciales: 22-16, 14-6, 18-18, 22-17 | Parciales: 22-16, 14-6, 18-18, 22-17 | Parciales: 22-16, 14-6, 18-18, 22-17 | Polideportivo Secretaría Nacional de Deportes, Asunción |  |
| Juan Carlos Fajardo 24 puntos        | Pts                                  | Carlos Eduardo Lauler 21 puntos      | Polideportivo Secretaría Nacional de Deportes, Asunción |  |
| Dwight Ricardo Pomare 13 rebotes     | Rebs                                 | Barham Amor 10 rebotes               | Polideportivo Secretaría Nacional de Deportes, Asunción |  |
| Camilo Diez 5 asistencias            | Asists                               | Barham Amor 2 asistencias            | Polideportivo Secretaría Nacional de Deportes, Asunción |  |

### Partido por el 7 lugar
| 14 de mayo, 14:45                   | Chile                             | 92 - 16                             | Bolivia                                                 |  |
| Reporte                             |                                   |                                     |                                                         |  |
| Parciales: 29-5, 28-5, 19-2, 16-4   | Parciales: 29-5, 28-5, 19-2, 16-4 | Parciales: 29-5, 28-5, 19-2, 16-4   | Polideportivo Secretaría Nacional de Deportes, Asunción |  |
| Carlos Eduardo Lauler 18 puntos     | Pts                               | Ricardo Adrián Montaño 5 puntos     | Polideportivo Secretaría Nacional de Deportes, Asunción |  |
| Carlos Eduardo Lauler 10 rebotes    | Rebs                              | Juan Carlos Zegarra 7 rebotes       | Polideportivo Secretaría Nacional de Deportes, Asunción |  |
| Gustavo Ignacio Araya 5 asistencias | Asists                            | Ricardo Adrián Montaño 1 asistencia | Polideportivo Secretaría Nacional de Deportes, Asunción |  |

### Partido por el 5 lugar
| 14 de mayo, 16:45                     | Colombia                              | 85 - 53                                 | Paraguay                                                |  |
| Reporte                               |                                       |                                         |                                                         |  |
| Parciales: 28-12, 13-15, 21-16, 23-10 | Parciales: 28-12, 13-15, 21-16, 23-10 | Parciales: 28-12, 13-15, 21-16, 23-10   | Polideportivo Secretaría Nacional de Deportes, Asunción |  |
| Juan Carlos Fajardo 15 puntos         | Pts                                   | Elías Israel Leguizamon 15 puntos       | Polideportivo Secretaría Nacional de Deportes, Asunción |  |
| Dwight Ricardo Pomare 9 rebotes       | Rebs                                  | José Ramón Monzón 11 rebotes            | Polideportivo Secretaría Nacional de Deportes, Asunción |  |
| Camilo Diez 3 asistencias             | Asists                                | Guillermo Enmanuel Aranda 3 asistencias | Polideportivo Secretaría Nacional de Deportes, Asunción |  |

## Fase final

### Semifinal
| 13 de mayo, 19:00                  | Brasil                             | 59 - 48                            | Uruguay                                                 |  |
| Reporte                            |                                    |                                    |                                                         |  |
| Parciales: 15-8, 12-18, 7-13, 25-9 | Parciales: 15-8, 12-18, 7-13, 25-9 | Parciales: 15-8, 12-18, 7-13, 25-9 | Polideportivo Secretaría Nacional de Deportes, Asunción |  |
| Lucas Gabriel Vezaro 26 puntos     | Pts                                | Octavio Medina 12 puntos           | Polideportivo Secretaría Nacional de Deportes, Asunción |  |
| Leonardo Bispo 9 rebotes           | Rebs                               | Camilo Invernizzi 10 rebotes       | Polideportivo Secretaría Nacional de Deportes, Asunción |  |
| Leonardo Bispo 2 asistencias       | Asists                             | Martin Couñago 3 asistencias       | Polideportivo Secretaría Nacional de Deportes, Asunción |  |

| 13 de mayo, 20:45                      | Venezuela                          | 39 - 74                            | Argentina                                               |  |
| Reporte                                |                                    |                                    |                                                         |  |
| Parciales: 6-15, 7-19, 9-22, 17-18     | Parciales: 6-15, 7-19, 9-22, 17-18 | Parciales: 6-15, 7-19, 9-22, 17-18 | Polideportivo Secretaría Nacional de Deportes, Asunción |  |
| Daniel David Hernández 9 puntos        | Pts                                | Andrés Antonio Barbero 13 puntos   | Polideportivo Secretaría Nacional de Deportes, Asunción |  |
| Salvador Alejandro Torres 7 rebotes    | Rebs                               | Juan Pablo Vaulet 13 rebotes       | Polideportivo Secretaría Nacional de Deportes, Asunción |  |
| Salvador Alejandro Torres 1 asistencia | Asists                             | Juan Pablo Lugrin 3 asistencias    | Polideportivo Secretaría Nacional de Deportes, Asunción |  |

### Partido por el 3 lugar
| 14 de mayo, 18:45                              | Venezuela                                      | 67 - 69                                        | Uruguay                                                 |  |
| Reporte                                        |                                                |                                                |                                                         |  |
| Parciales: 18-9, 15-9, 7-25, 14-11 OT1 = 13-15 | Parciales: 18-9, 15-9, 7-25, 14-11 OT1 = 13-15 | Parciales: 18-9, 15-9, 7-25, 14-11 OT1 = 13-15 | Polideportivo Secretaría Nacional de Deportes, Asunción |  |
| Juan Gerardo Castillo 18 puntos                | Pts                                            | Octavio Medina 20 puntos                       | Polideportivo Secretaría Nacional de Deportes, Asunción |  |
| Salvador Alejandro Torres 9 rebotes            | Rebs                                           | Camilo Invernizzi 10 rebotes                   | Polideportivo Secretaría Nacional de Deportes, Asunción |  |
| Juan Gerardo Castillo 1 asistencia             | Asists                                         | Santiago Pereira 3 asistencias                 | Polideportivo Secretaría Nacional de Deportes, Asunción |  |

### Final
| 14 de mayo, 20:45                     | Argentina                             | 77 - 70                               | Brasil                                                  |  |
| Reporte                               |                                       |                                       |                                                         |  |
| Parciales: 17-12, 12-19, 20-15, 28-24 | Parciales: 17-12, 12-19, 20-15, 28-24 | Parciales: 17-12, 12-19, 20-15, 28-24 | Polideportivo Secretaría Nacional de Deportes, Asunción |  |
| José Ignacio Vildoza 26 puntos        | Pts                                   | Lucas Gabriel Vezaro 18 puntos        | Polideportivo Secretaría Nacional de Deportes, Asunción |  |
| Diego Manuel Pena 9 rebotes           | Rebs                                  | Lucas Gabriel Vezaro 6 rebotes        | Polideportivo Secretaría Nacional de Deportes, Asunción |  |
| Mateo Marziali 2 asistencias          | Asists                                | Joao Pedro Martins 4 asistencias      | Polideportivo Secretaría Nacional de Deportes, Asunción |  |

| Argentina         |
| Campeón Argentina |
| Séptimo Título    |

## Clasificación
| Posición | Equipo    |
| -------- | --------- |
| 1        | Argentina |
| 2        | Brasil    |
| 3        | Uruguay   |
| 4        | Venezuela |
| 5        | Colombia  |
| 6        | Paraguay  |
| 7        | Chile     |
| 8        | Bolivia   |

## Clasificados al FIBA Américas Sub-16 2012
| Bandera de Argentina | Bandera de Brasil | Bandera de Uruguay |
| Argentina            | Brasil            | Uruguay            |
| -------------------- | ----------------- | ------------------ |